# Сентинел-Доум
Се́нтинел-До́ум (англ. Sentinel Dome) — гора, находящаяся на территории Йосемитского национального парка в Калифорнии (США). Верхняя часть горы представляет собой гранитный купол. Высота горы составляет 2476 м, относительная высота — 99 м.

## История и география
Индейцы называли эту гору «Саккадуч» (Sakkaduch). Экспедиция Лафайетта Баннелла 1851 года использовала название Саут-Доум (South Dome), но затем экспедиция Джозайи Уитни ввела название Сентинел, по аналогии со сторожевой башней (sentinel по-английски означает «часовой»).
Сентинел-Доум расположен на южной стене, ограничивающей долину Йосемите. Напротив него, через долину, на северной стене находятся горы Эль-Капитан, Игл-Пик и Норт-Доум, а также водопад Йосемите. На северо-востоке возвышается купол горы Хаф-Доум.
Вершина горы Сентинел-Доум находится на расстоянии 1,3 км к юго-западу от точки обзора Глейшер-Пойнт.

## Туристские маршруты
Тропа к Сентинел-Доум начинается от парковки у автомобильной дороги Glacier Point Road, ведущей к точке обзора Глейшер-Пойнт. Парковка находится примерно в 10 км восточнее поворота на Bridalveil Creek Campground. От неё отходят две тропы — одна (левее) к точке обзора Тафт-Пойнт, а другая (правее) — к Сентинел-Доум. Длина маршрута до вершины Сентинел-Доум составляет примерно 1,9 км в один конец, набор высоты — около 140 м. Прохождение маршрута (в оба конца) занимает от одного до двух часов. Тропа обходит вершинный купол с правой (восточной) стороны, соединяясь с другой тропой, идущей от точки обзора Глейшер-Пойнт. Подъём на купол горы осуществляется по наименее крутому северо-восточному склону. С вершины горы открывается круговая панорама на горы, долины и водопады.

## Фотогалерея
- Хаф-Доум (слева) и Сентинел-Доум (справа), вид с тропы на верхний водопад Йосемити
- Вид на Сентинел-Доум с севера
- Верхняя часть горы Сентинел-Доум, вид с севера
- На вершине горы Сентинел-Доум